# Langue ergative
Pour un article plus général, voir Structure d'actance.
En grammaire et en typologie des langues, une langue ergative, ou plus précisément une langue à structure d'actance de type absolutif-ergatif, est une langue dont la grammaire comporte une opposition fondamentale entre deux fonctions syntaxiques :
- D'une part au sujet d'un verbe intransitif, qui reçoit le même traitement grammatical que  l'objet d'un verbe transitif ;
- D'autre part au sujet d'un verbe transitif.

Dans les langues ergatives à déclinaison, la première fonction est indiquée par l'absolutif, généralement non marqué, la seconde par le cas ergatif.
Du point de vue de leur rôle sémantique, la première fonction tend à correspondre à un actant qui peut être un patient ou un agent, mais la seconde tend à correspondre à un actant qui est un agent.
Le concept s'oppose principalement à celui de langue accusative, où le sujet du verbe intransitif et du verbe transitif reçoivent un traitement grammatical identique, qui s'oppose globalement à celui de l'objet du verbe transitif.
|                   | Langue accusative                                               | Langue ergative                                                                      |
| ----------------- | --------------------------------------------------------------- | ------------------------------------------------------------------------------------ |
| Verbe intransitif | Le chien (sujet - nominatif) aboie.                             | Le chien (sujet - absolutif) aboie                                                   |
| Verbe transitif   | Le chat (sujet - nominatif) mange la souris (objet - accusatif) | La souris (objet - absolutif) [« mange » = est mangée par] le chat (sujet - ergatif) |

Les fonctions de sujet et d'objet, développées pour la grammaire des langues accusatives, sont mal adaptées à la description des langues ergatives.
Par rapport à la compréhension usuelle (en français) des cas se divisant entre sujet et objet, tout se passe comme si dans une langue ergative, tous les verbes transitifs avaient une forme grammaticale active mais un sens passif. Cette situation existe en français, mais de manière exceptionnelle, avec des verbes comme « plaire », ou « manquer », comme dans une phrase de type :
« Le chat (objet réel = sujet formel = absolutif) manque (forme active = sens passif) à ma mère (agent = complément indirect formel = ergatif) » (c'est en fait ma mère qui souffre de l'absence, le chat n'a aucune action en tant qu'agent).

## Langues ergatives et accusatives
Les langues ergatives et accusatives se distinguent par la manière dont se construit l'association entre un verbe intransitif et son argument nominal.
- Une langue ergative adopte la même construction syntaxique ou morphologique (ordre des mots, déclinaison) pour associer un verbe intransitif à son sujet que celle associant un verbe transitif à son argument nominal ; une construction « différente » (ergative) étant utilisée pour associer un verbe transitif à son agent.
- Par contre, les langues accusatives (comme le français) traitent de la même manière l'argument d'un verbe intransitif et l'agent d'un  verbe transitif, le cas « différent » (accusatif) étant l'objet d'un verbe transitif.

### Construction morphologique de l'ergatif
Quand la langue a des déclinaisons, les arguments du verbe se déclinent alors de la manière suivante :
- L'argument nominal d'un verbe intransitif se met à l'absolutif.
- L'objet d'un verbe transitif se met également à l'absolutif.
- L'agent d'un verbe transitif se met à l'ergatif, ou à un cas similaire comme l'oblique.

L'exemple suivant en basque illustre l'opposition entre ergatif et absolutif :
| Langue ergative | Langue ergative         | Langue ergative         | Langue ergative | Langue ergative             | Langue ergative             | Langue ergative             |
| --------------- | ----------------------- | ----------------------- | --------------- | --------------------------- | --------------------------- | --------------------------- |
| Phrase :        | Gizona etorri da.       | Gizona etorri da.       |                 | Gizonak mutila ikusi du.    | Gizonak mutila ikusi du.    | Gizonak mutila ikusi du.    |
| Mots :          | gizon-a                 | etorri da               |                 | gizon-ak                    | mutil-a                     | ikusi du                    |
| Sens :          | homme-ABS               | est arrivé              |                 | homme-ERG                   | garçon-ABS                  | a vu                        |
| Fonction :      | Argument nominal        | VERBintrans             |                 | Agent                       | Objet                       | VERBtrans                   |
| Traduction :    | « L'homme est arrivé. » | « L'homme est arrivé. » |                 | « L'homme a vu le garçon. » | « L'homme a vu le garçon. » | « L'homme a vu le garçon. » |

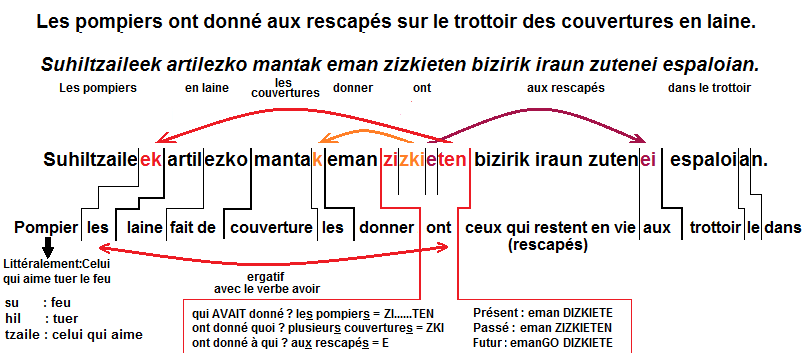
Exemple en basque où l'agent du verbe suhiltzaileek se met à l'ergatif.

Par contre, le japonais est une langue accusative et oppose l'accusatif au nominatif :
| Langue accusative | Langue accusative       | Langue accusative       | Langue accusative | Langue accusative          | Langue accusative          | Langue accusative          |
| ----------------- | ----------------------- | ----------------------- | ----------------- | -------------------------- | -------------------------- | -------------------------- |
| Phrase :          | Otoko ga tsuita.        | Otoko ga tsuita.        |                   | Otoko ga kodomo o mita.    | Otoko ga kodomo o mita.    | Otoko ga kodomo o mita.    |
| Mots :            | otoko ga                | tsuita                  |                   | otoko ga                   | kodomo o                   | mita                       |
| Sens :            | homme-NOM               | arrivé                  |                   | homme-NOM                  | enfant -ACC                | a vu                       |
| Fonction :        | Argument nominal        | VERBintrans             |                   | Agent                      | Objet                      | VERBtrans                  |
| Traduction :      | « L'homme est arrivé. » | « L'homme est arrivé. » |                   | « L'homme a vu l'enfant. » | « L'homme a vu l'enfant. » | « L'homme a vu l'enfant. » |

### Construction syntaxique de l'ergatif
Outre la morphologie, l'ergativité peut également se manifester par la syntaxe (ordre des mots, accord du verbe, marquage des propositions relatives, …). Ce type de marquage est relativement rare : toutes les langues ergatives ont un marquage morphologique, mais peu comprennent de plus un marquage syntaxique.
De même que pour le marquage syntaxique, le marquage peut être de degré variable, certaines constructions syntaxiques étant marquées de manière accusative et d'autre l'étant de manière ergative. La syntaxe de la langue sera plus ou moins marquée par l'ergativité, suivant l'importance des constructions syntaxiques où l'argument nominal d'un verbe intransitif se construit de la même manière que l'objet d'un verbe transitif. Cette ergativité syntaxique est souvent qualifiée d'interclausale, dans la mesure où elle apparaît typiquement dans la mise en relation de deux clauses.

## Illustration
| Opposition fondamentale | Opposition fondamentale | Opposition fondamentale                                      | Opposition fondamentale                                                                         |
| ----------------------- | ----------------------- | ------------------------------------------------------------ | ----------------------------------------------------------------------------------------------- |
| Langues ergatives       | Fonctions :             | Sujet d'un verbe transitif                                   | Objet d'un verbe transitif / sujet d'un verbe intransitif                                       |
| Langues ergatives       | Cas :                   | → ergatif                                                    | → absolutif                                                                                     |
| Langues ergatives       | Exemples (basque)1 :    | Gizon-ak otso-bat du « L'homme a un loup »                   | Gizon-ak otso-bat du « L'homme a un loup » Gizon-a otso-bat da « L'homme est un loup »          |
| Langues ergatives       | Exemples (tongien)2 :   | Na'e taamate'i 'a e talavou 'e Tolu « Tolu a tué le garçon » | Na'e taamate'i 'a Tolu 'e he talavou « Le garçon a tué Tolu » Na'e lea 'a Tolu « Tolu a parlé » |
| Langues ergatives       | Exemples (k'iche')3 :   | Xqachapo ri ak'aal « Nous avons attrapé l'enfant »           | Xojuchapo ri ak'aal « L'enfant nous a attrapés » Xojtzaaqik ri ak'aal « Nous sommes tombés »    |
| Langues accusatives     | Fonctions :             | Sujet                                                        | Objet                                                                                           |
| Langues accusatives     | Cas :                   | → nominatif                                                  | → accusatif                                                                                     |
| Langues accusatives     | Exemples (latin)4:      | Homo lup-us est « L'homme est un loup »                      | Homo lup-um habet « L'homme a un loup »                                                         |

Notes : 
1. basque : gizon = « homme », otso = « loup », -ak est le suffixe d'ergatif singulier, -a d'absolutif ; bat = « un » ; du (transitif) se traduit « [il] a », da « [il] est » (intransitif) ; en basque, l'ergativité apparaît non seulement au niveau du marquage casuel (suffixe -ak / k pour l'ergatif et suffixe -a / bat pour l'absolutif), mais aussi dans l'indexation des constituants nominaux (ex : les variations de l'indice représentant l'agentif sont : daramat, daramazu, darama, daramagu, daramazue, daramate (je, tu, il, nous, vous, ils l'emmènent) ; les variations de l'indice représentant le sujet d'un verbe intransitif sont : noa, zoaz, doa, goaz, zoazte, doaz (je, tu, il, nous, vous, ils vont) ; les variations de l'indice représentant le patientif sont : narama, zaramatza, darama, garamatza, zaramatzate, daramatza (il m', t', l', nous, vous, les emmène) ;
2. tongien : e talavou = « le garçon » ; 'e est la particule indiquant le cas ergatif, 'a le cas absolutif ; en tongien, l'ergativité apparaît uniquement au niveau du marquage casuel (particule 'e pour l'ergatif et particule 'a pour l'absolutif), le tongien ignorant l'indexation des constituants nominaux ;
3. k'ichee' : ri ak'aal = « l'enfant » ; en k'ichee', l'ergativité apparaît uniquement au niveau de l'indexation des constituants nominaux, le k'ichee' ignorant le marquage casuel ;
4. latin : homo, « homme », est au nominatif, comme lup-us, « loup », -us étant une désinence de nominatif et -um d'accusatif ; habet (transitif) se traduit « [il] a », est (intransitif) « [il] est ».

## Répartition
Les langues ergatives sont plus rares que les langues accusatives, mais on peut citer comme exemples le basque, la plupart des langues caucasiennes, le sumérien, le hourrite, l'urartéen, le kurde, le tibétain, les langues eskimo-aléoutes, les langues mayas, les langues mixe-zoque et un grand nombre de langues aborigènes d'Australie.